# Gunnar Wiberg (ortoped)
Georg Gunnar Fredrik Wiberg, född 24 november 1902 i Göteborg, död 8 september 1988 i Lund, var en svensk ortoped. Han var far till Krister Wiberg.
Gunnar Wiberg var son till stationsinspektoren Nils Fredrik Anton Wiberg och Ellen Marna Wiberg. Han avlade studentexamen i Helsingborg 1921 och studerade därefter vid Karolinska Institutet där han blev medicine kandidat 1924, medicine licentiat 1928 samt efter disputation 1939 docent i ortopedi 1941 och medicine doktor 1942. 1937–1940 var han amanuens och underläkare vid Karolinska Institutets ortopediska klinik, och 1940–1944 var han där biträdande läkare samt andre läkare (från 1942 även biträdande överläkare). Wiberg blev 1945 lärare i ortopedi vid Lunds universitet och överläkare vid Lunds lasaretts ortopediska klinik. Då lärarbefattningen 1947 ändrade till professur i ortopedi, utnämndes han samma år utan ansökan till dess innehavare. Därjämte var han från 1946 medicinsk föreståndare vid Sydsvenska gymnastikinstitutet i Lund och från 1950 vice direktör vid Lunds lasarett. 1949 tillkallades han av ecklesiastikministern som sakkunnig rörande upprättande av ett statligt eller statsunderstött institut i Lund för utbildning av sjukgymnaster. Han publicerades ett femtiotal arbeten med huvudsakligen ortopediskt innehåll.